# Nadia Sierra
Nadia Sierra Campos (Querétaro, 18 de julio de 1977) es una abogada, activista feminista y defensora de derechos humanos mexicana. Se desempeña como Segunda Visitadora de la Comisión de Derechos Humanos de la Ciudad de México (CDHCM). 

## Trayectoria
Se graduó como abogada en la Universidad Autónoma de Querétaro, posteriormente realizó la maestría en Legislación Ambiental en la Universidad para la Cooperación Internacional México donde también hizo una especialidad en el Sistema Internacional e Interamericano de Derechos Humanos. Es doctorante en Ciencias Jurídicas por la American University.
Como abogada atendió temas en materia familiar y amparo, pero se ha especializado en el reconocimiento de la diversidad y la defensa de los derechos de las mujeres. 
Inició su actividad, en 2011, en el servicio público del municipio de Querétaro como asesora en el cabildo, posteriormente fue asesora parlamentaria en materia de Derechos Humanos en la LXI Legislatura de la Cámara de Diputados del Congreso de la Unión.
Fue directora de Promoción y Difusión de Derechos Humanos en la Suprema Corte de Justicia de la Nación y directora de Asuntos Jurídicos, Derechos Humanos y Atención a Víctimas de la Comisión Nacional para Prevenir y Erradicar la Violencia contra las Mujeres.
Trabajó como Directora General Adjunta de Asuntos Jurídicos, Promoción de los Derechos Humanos y Atención a Víctimas en la Comisión Nacional para Prevenir y Erradicar la Violencia contra las Mujeres en la Secretaría de Gobernación. Después de cinco años de ser la Quinta Visitadora en materia laboral de la CDHCM ocupa el cargo de Segunda Visitadora, que atiende las quejas de cualquier presunta violación a derechos humanos a personas privadas de la libertad.
Participó en la elaboración del proyecto que llevó a la aprobación de la reforma constitucional en materia de derechos humanos de 2011, dando posteriormente seguimiento al proceso parlamentario de votación en los Congresos locales del país.
Acompañó varios procesos legislativos, entre los que destacan: Ley de Migración y de la iniciativa denominada Justicia para las mujeres, en la que se tipificó el delito de feminicidio a nivel federal. Coautora del delito de feminicidio, primero en 2010 en Guerrero, en marzo de 2011 en el Estado de México y finalmente, en 2012 en el Código Penal Federal. 